# Huntertown
Huntertown – miasto w Stanach Zjednoczonych, w stanie Indiana, w hrabstwie Allen.

## Demografia
W roku 2010 miasto zamieszkiwało 4810 osób, a gęstość zaludnienia wynosiła 487,3 osoby/km². W roku 2023 liczba mieszkańców wzrosła do 11 316 osób, a gęstość zaludnienia przekroczyła 1146 osób/km². Na przestrzeni 13 lat zaludnienie Huntertown zwiększyło się prawie 2,4-krotnie.